# Вес Браун
Веслі Майкл «Вес» Браун (англ. Wesley Michael "Wes" Brown; нар. 13 жовтня 1979, Манчестер) — англійський футболіст, який грав на позиції захисника.
Дебютувавши за збірну у 1996 році. Браун провів всю свою кар'єру в «Манчестер Юнайтед». Свій дебют зробив у 1998 році й став першим гравцем регулярної команди в сезоні 1998—1999 роках. Тоді команда виграла требл. Після річної перерви через травму Браун став знову пристосовуватись до першої команди.
Протягом наступних восьми років він виграв безліч нагород, в тому числі чотири титули Прем'єр Ліги Англії, Кубок Англії, Кубок Ліги, а також Лігу Чемпіонів. Тренер Сер Алекс Фергюсон заявив, що Браун «без сумніву є найкращим захисником у клубі впродовж багатьох років».
Браун здобув свій перший титул Англії в 1999 році й був обраний до участі у грі Чемпіонату Світу-2002. Він грав відбіркові матчі до Чемпіонату Європи у 2008, але Англія не потрапила до турніру, зайнявши третє місце в групі. Він забив свій перший гол в 2008 році проти Чехії. Браун оголосив про свій відхід з міжнародного футболу 8 серпня 2010 року, всього через день після того, як призначили у збірну Англії тренера Фабіо Капелло.

Після того, як Браун зіграв 361 матч за «МЮ» і забив 5 голів, перейшов до англійського клубу «Сандерленд» у віці 31 року, підписавши 4-річний контракт.

## Клубна кар'єра

### Манчестер Юнайтед

#### Початок кар'єри
Народився в Лонгсайті, Манчестері. Браун почав свою серйозну футбольну кар'єру ще школярем, гравши за «Середню Школу Бернаж» і «Флетчер Мосс Рейнджерс», за команду округу «Великий Манчестер», і будучи студентом за Ліллесхолл — школи передового досвіду, а також у футбольній Академії «Юнайтед», до якої він приєднався у віці 12 років. Браун показав свій талант і зрілість у ранньому віці, підписання повний професійний контракт з юніорською командою клубу «Манчестер Юнайтед» до 4 листопада 1996 року в віці 17 років.
Браун досяг успіху з резервною та молодою командою, вигравши молодіжний Кубок ФА і медаль Першого Дивізіону Ланкаширу з резервною командою. Він також додав два Джиммі Мерфі (Молодий Гравець Року) у свою колекцію.

#### Прорив до першої команди
4 травня 1998 року Браун дебютував з першою командою у Прем'єр-Лізі проти «Лідс Юнайтед», вийшовши на заміну. Його прорив станеться наступного року, де він зробить кілька появ на позиції правого захисника, а також на його природнішому положенні центрального захисника. Сезон був найкращим для нього, бо завершився Треблом, вигравши Прем'єр-лігу, Кубок Англії, і Лігу чемпіонів.
Браун зазнав ряд травм під час тренувань у сезоні 1999—2000 роках. У результаті, він не грав у офіційних матчах весь сезон, в той час, як «Манчестер Юнайтед» виграли свій шостий титул за вісім років.

#### Регулярна гра у першій команді
Його повернення в наступному році викликало похвалу з усіх кутів, і тренер клубу Сер Алекс Фергюсон проголосив Брауна найталановитішим захисник «Манчестер Юнайтед».

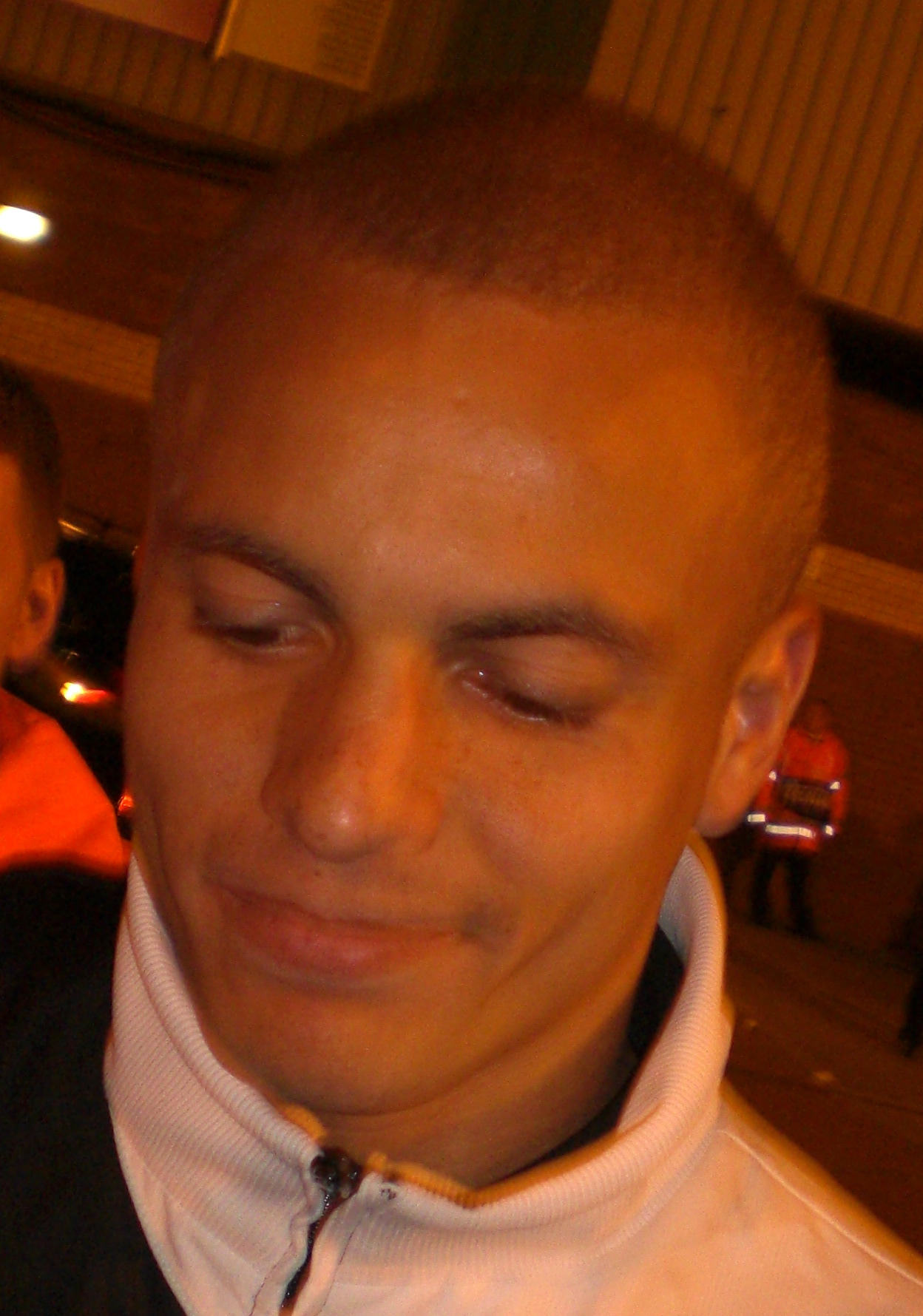
Браун після матчу проти Барселони в квітні 2008 року

Його репутація зростала ще більше під час 2002-03 сезону, але знову ж таки, його виступи були затьмарені травмами. Браун порвав зв'язки коліна в останній день сезону і не повернувся до другого півріччя 2003-04 сезону. Браун закінчив сезон в хорошій формі, зокрема, ставши людиною матчу у півфіналі Кубку Англії, яка принесла перемогу над Арсеналом. Саме після цього матчу Фергюсон знову підтвердив свою впевненість у здібностях Брауна.
Браун був членом команди, яка виграла Кубок Англії в тому році, проти Міллуолл у Кардифі, а пізніше продовжував збирати срібні медалі у фіналах 2005 і 2007 роках.

#### 2007-08
Після майже трьох років без забитих голів у Прем'єр-Лізі Браун забив 23 березня 2008 року проти Ліверпуля. Матч закінчився з рахунком 3-0
Після початкової відмови від нового контракту в грудні 2007 року Браун підписав новий п'ятирічний контракт поряд з іншими захисником Ріо Фердінандом і півзахисником Майклом Карріком у квітні 2008 року, який буде тримати його на «Олд Траффорд» до 2013 року.

#### 2008-09
4 жовтня 2008 року  Браун забив лише четвертий гол у своїй кар'єрі за «Манчестер Юнайтед». Пробивши головою з навісу Уейна Руні у матчі з «Блекберн Роверс», який закінчився з рахунком 2-0. Гол був суперечливий — гравці Блекберну вважали, що Неманья Видич завадив їх воротарю, Джейсону Брауну, дозволяючи Весу Брауну головою замкнути передачу на дальній штанзі.
Браун був виключений з першої команди на п'ять тижнів у листопаді 2008 року, після дослідницької операції на щиколотці. Браун зробив свій перший вихід через вісім місяців в гостях проти «Халл Сіті» 24 травня 2009 року.

#### 2009-10
Він почав наступний сезон, граючи протягом серпня в лізі, але в період між вереснем і жовтнем з'явився тільки у Кубку Футбольної Ліги. Він грав у парі з Джоні Евансом, поки Ріо Фердінанд і Неманья Видич були пошкодженні.

#### 2010-11
Браун був капітаном у грі Кубка Ліги проти «вовків», в якій вони виграли 3-2. 19 лютого він забив свій перший гол у цьому змаганні і «Манчестер Юнайтед» переміг «Кроулі Таун» з рахунком 1-0.

### Сандерленд
Після того, як Браун зіграв 361 матч за «МЮ» і забив 5 голів, перейшов до англійського клубу «Сандерленд» у віці 31 року, підписавши контракт на 4 роки.

## Міжнародна кар'єра
Браун представляв Англію на міжнародному рівні 23 рази після дебюту у 1999 році. Він був частиною збірної Англії на Чемпіонат світу 2002 в Японії.
Браун дебютував у 1999 році проти Угорщини і забронювали місце на Чемпіонат світу, хоча він і проводив час на лаві запасних.
У сезоні 2005—2006 років викликали у збірну Англії на товариський матч проти Уругваю. Але він не зіграв ніякої ролі в цьому матчі — він сподівався зробити це у складі збірної Англії на ЧС-2006, але не був обраний.
Він ще раз нагадав про себе у збірній Англії з тренером Стівом Маклареном. Брав участь у розгромі Андорри в 2008 році у кваліфікації до Чемпіонату Європи 2008. У партнерстві з Джоном Террі в центрі, на місці травмованого товариша по команді Ріо Фердинанда. Він замінив Террі в товариському матчі проти збірної Бразилії 1 червня 2007 року.

## Кар'єрна статистика

### Клуб
| Клуб              | Сезон     | Прем'єр Ліга | Прем'єр Ліга | Кубок Англії | Кубок Англії | Кубок Ліги | Кубок Ліги | Ліга Чемпіонів | Ліга Чемпіонів | Інші  | Інші | Всього | Всього |
| Клуб              | Сезон     | Появи        | Голи         | Появи        | Голи         | Появи      | Голи       | Появи          | Голи           | Появи | Голи | Появи  | Голи   |
| ----------------- | --------- | ------------ | ------------ | ------------ | ------------ | ---------- | ---------- | -------------- | -------------- | ----- | ---- | ------ | ------ |
| Манчестер Юнайтед | 1997–98   | 2            | 0            | 0            | 0            | 0          | 0          | 0              | 0              | 0     | 0    | 2      | 0      |
| Манчестер Юнайтед | 1998–99   | 14           | 0            | 2            | 0            | 1          | 0          | 4              | 0              | 0     | 0    | 21     | 0      |
| Манчестер Юнайтед | 1999–2000 | 0            | 0            | –            | –            | 0          | 0          | 0              | 0              | 0     | 0    | 0      | 0      |
| Манчестер Юнайтед | 2000–01   | 28           | 0            | 1            | 0            | 1          | 0          | 11             | 0              | 0     | 0    | 41     | 0      |
| Манчестер Юнайтед | 2001–02   | 17           | 0            | 0            | 0            | 0          | 0          | 7              | 0              | 0     | 0    | 24     | 0      |
| Манчестер Юнайтед | 2002–03   | 22           | 0            | 2            | 0            | 5          | 0          | 6              | 1              | 0     | 0    | 35     | 1      |
| Манчестер Юнайтед | 2003–04   | 17           | 0            | 6            | 0            | 0          | 0          | 2              | 0              | 0     | 0    | 25     | 0      |
| Манчестер Юнайтед | 2004–05   | 21           | 1            | 6            | 0            | 3          | 0          | 7              | 0              | 0     | 0    | 37     | 1      |
| Манчестер Юнайтед | 2005–06   | 19           | 0            | 4            | 0            | 5          | 0          | 3              | 0              | 0     | 0    | 31     | 0      |
| Манчестер Юнайтед | 2006–07   | 22           | 0            | 6            | 0            | 2          | 0          | 7              | 0              | 0     | 0    | 37     | 0      |
| Манчестер Юнайтед | 2007–08   | 36           | 1            | 4            | 0            | 1          | 0          | 10             | 0              | 1     | 0    | 52     | 1      |
| Манчестер Юнайтед | 2008–09   | 8            | 1            | 0            | 0            | 1          | 0          | 2              | 0              | 2     | 0    | 13     | 1      |
| Манчестер Юнайтед | 2009–10   | 18           | 0            | 1            | 0            | 5          | 0          | 4              | 0              | 0     | 0    | 28     | 0      |
| Манчестер Юнайтед | 2010–11   | 5            | 0            | 1            | 1            | 3          | 0          | 1              | 0              | 0     | 0    | 10     | 1      |
| Всього            | Всього    | 230          | 3            | 33           | 1            | 27         | 0          | 64             | 1              | 3     | 0    | 358    | 5      |

Статистика до 19 лютого 2011

### Міжнародна
| Національна команда     | Рік    | Поява | Голи |
| ----------------------- | ------ | ----- | ---- |
| Збірна Англії з футболу |        |       |      |
| 1999                    | 1      | 0     |      |
| 2000                    | 1      | 0     |      |
| 2001                    | 2      | 0     |      |
| 2002                    | 2      | 0     |      |
| 2003                    | 1      | 0     |      |
| 2004                    | 0      | 0     |      |
| 2005                    | 2      | 0     |      |
| 2006                    | 1      | 0     |      |
| 2007                    | 4      | 0     |      |
| 2008                    | 7      | 1     |      |
| 2009                    | 1      | 0     |      |
| 2010                    | 1      | 0     |      |
| Всього                  | Всього | 23    | 1    |

## Трофеї

### Клуб
«Манчестер Юнайтед»
- Прем'єр Ліга (5): 1998-99, 1999-00, 2000-01, 2002-03, 2006-07, 2007-08
- Кубок Англії з футболу (2): 1998-99, 2003-04
- Кубок Футбольної ліги (3): 2005-06, 2008-09, 2009-10
- Суперкубок Англії з футболу (3): 2003, 2007, 2008
- Ліга Чемпіонів УЄФА (2): 1998–1999, 2007-08

### Персональні
- Гравець року Академії Джимі Мерфі (2): 1997-98, 1998-99
- Гравець року Прем'єр Ліги (1): 2000-01